# Kristalglazuur

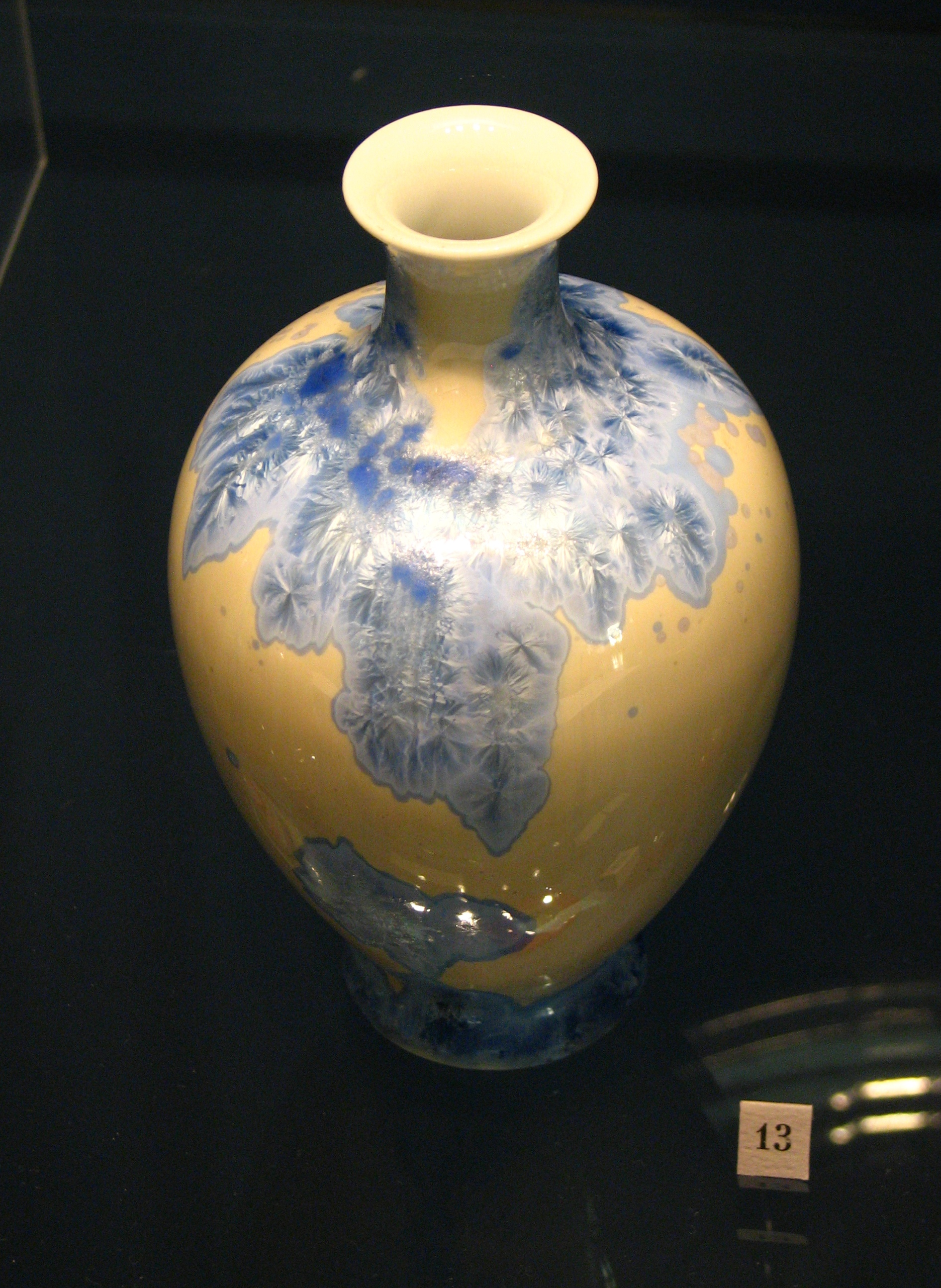
Vaas met kristalglazuur

Kristalglazuur is een methode van glazuur aanbrengen op keramiek waarbij op onregelmatige plaatsen grote zichtbare kristallen ontstaan. Kristalglazuur kan op porselein en op andere hoogwaardige steengoedklei toegepast worden.

## Fabricage
Kristalglazuur wordt gemaakt op basis van een glazuur met veel zinkoxide. De kristalvorming ontstaat vanuit een klein zinkkristal. Andere kleurende metaaloxiden zoals kobaltoxide, mangaanoxide, koperoxide of ijzeroxide die zich in het glazuurrecept bevinden hechten zich aan deze kristallen.

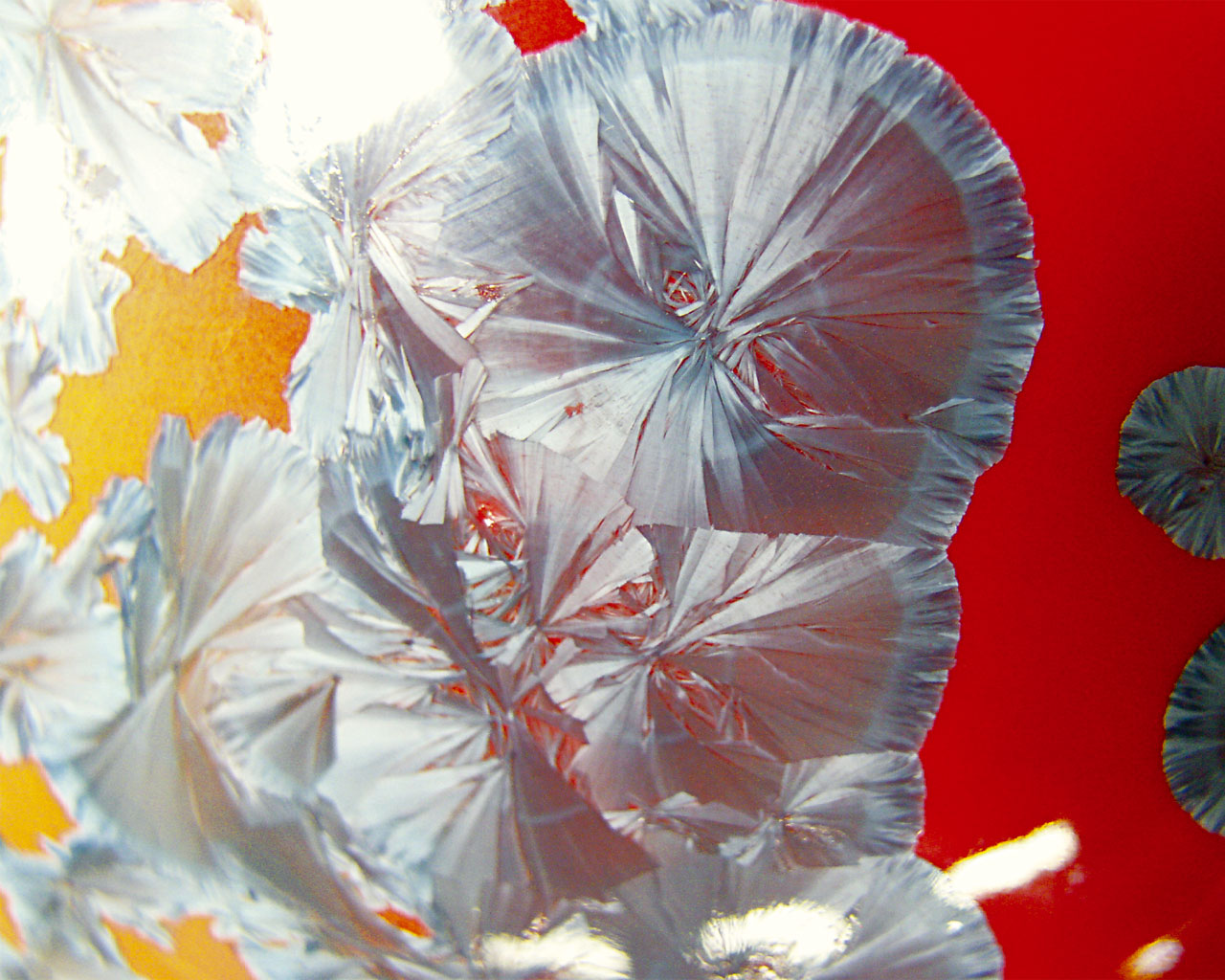
Detail van de kristallen in het glazuur

Het glazuur wordt bij een temperatuur rond 1275 graden gesmolten over het aardewerk. Het glazuur smelt bij deze temperatuur en druipt van het object af. Het is van belang het op te vangen onder het object, in een schaal. Vervolgens wordt de temperatuur verlaagd tot rond 1100 graden. Bij deze temperatuur stolt het glazuur en ontstaan ontstaan de kristallen. De kristallen worden groter als deze temperatuur langer wordt vastgehouden. Het kan nodig zijn het object meer dan 30 uur in de oven te laten. 

## Geschiedenis
Kristallen in glazuur werden oorspronkelijk beschouwd als ongewenste fouten. In de tweede helft van de negentiende eeuw kwam het glazuur in de mode, toen o.a. Royal Copenhagen en Sèvres producten met kristalglazuur op de markt brachten. Zij stopten ermee omdat het productieproces moeilijk was en veel uitval vertoonde. In 1885 bemerkten twee Franse chemici die voor Sèvres werkten, Charles Lauth en George Dutailly, dat zich in een glazuur met een te hoge concentratie aan zinksilicaat kristallen konden ontwikkelen. Ze publiceerden een artikel waarin vakbroeders werden gewaarschuwd voor deze productiefout. Andere fabrieken deden hierop proefnemingen maar kwamen tot de conclusie dat het effect zo mooi was dat het opzettelijk kon worden nagestreefd. Verschillende bedrijven brachten hierop een productie op gang. Sèvres zelf volgde pas in 1897. In de jaren 60 van de twintigste eeuw werd het glazuur weer populair. Met computergestuurde ovens werd het productieproces in de hand gehouden.

## Kunstenaars
Nederlandse kunstenaars die kristalglazuur toepassen zijn onder andere Joop Kock, Tanja de Rijk en Geert Theunissen.